# Maurycy Trębacz

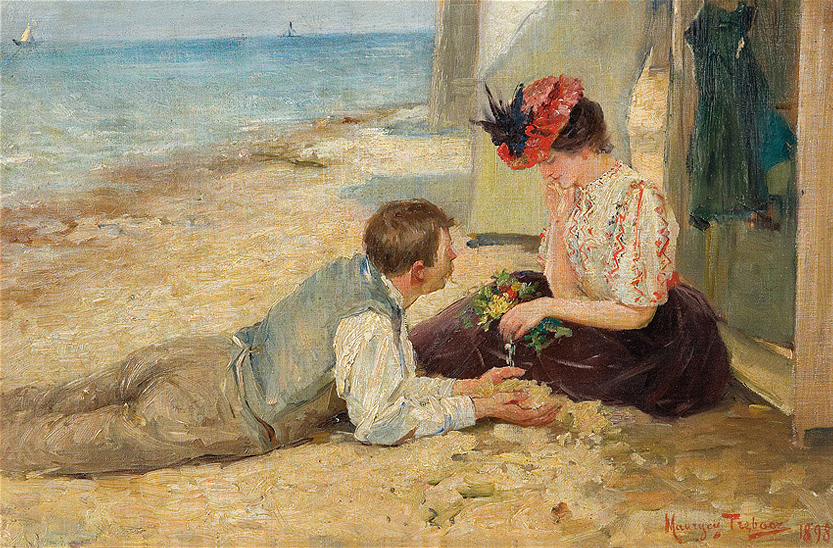
Maurycy Trębacz: Na plaży (1898)

Maurycy Trębacz (ur. 3 maja 1861 w Warszawie, zm. 29 stycznia 1941 w Łodzi) – polski malarz i rysownik żydowskiego pochodzenia.

## Życiorys
Urodził się w Warszawie w rodzinie żydowskiej, jako syn Dawida, malarza pokojowego. Miał brata Bernarda Trębacza, także malarza. Chodził do szkoły Wojciecha Gersona i Aleksandra Kamińskiego w Warszawie. Dzięki wsparciu finansowemu uzyskanemu od adwokata Stanisława Rotwanda, przy poparciu Leopolda Horowitza otrzymał dwuletnie stypendium Towarzystwa Zachęty Sztuk Pięknych na naukę w Szkole Sztuk Pięknych w Krakowie u Władysława Łuszczkiewicza oraz w Akademii Sztuk Pięknych w Monachium u A. Wagnera i F. Seitza (1882–1884). Studia ukończył otrzymując srebrny medal za obraz pt. Z martyrologii – akademickie studium leżącego mężczyzny do zaginionego płótna Miłosierny Samarytanin (1886). W Krakowie studiował w latach 1880–1882, następnie od 1883 kontynuował naukę w Akademii monachijskiej. Od 1887 zyskał możnego protektora w osobie sekretarza ambasadora Austro-Węgier, hrabiego Wawrzyńca Benzelstjerny Engeströma.
Po raz pierwszy odwiedził Łódź w 1888.
„W latach 1889–1894 przebywał wraz z Samuelem Hirszenbergiem w Paryżu (tam za obraz „Rekonwalescentka”, eksponowany podczas Powszechnej Wystawy Światowej, otrzymał brązowy medal) i w Monachium. Później osiadł w Warszawie, okresowo bawił we Lwowie i Drohobyczu”.
Od 3 do 24 maja 1903 w Łodzi, w sali przy ul. Piotrkowskiej, eksponowana była indywidualna wystawa 40 obrazów jego autorstwa. Przy bardzo słabej frekwencji sprzedano kilka prac. Osiedlił się chwilowo w Łodzi około 1909, jednak już wcześniej często gościł w mieście, wykonując na zamówienie portrety. Od 1903 kilkakrotnie eksponował swoje prace na organizowanych tu zbiorowych i indywidualnych wystawach.
Od października 1910 w nowo otwartym salonie wystawienniczym łódzkiego malarza Eustachego Pietkiewicza przy ul. Dzielnej (obecnie ul. prez. G. Narutowicza) 7 łódzcy miłośnicy malarstwa mogli oglądać obrazy artystów polskich i żydowskich. Wśród nich znalazły się obrazy M. Trębacza i Henryka Hirszenberga. Od 15 kwietnia 1913 w Grand Hotelu zorganizowana została wystawa z okazji 30-lecia jego pracy twórczej. Sprzedał wówczas tylko 4 obrazy.
Podczas I wojny światowej, 11 czerwca 1916, przy ul. Piotrkowskiej 104 z okazji kwesty „Ratujcie dzieci”, zorganizowano pokaz dzieł sztuki, wśród których prezentowane były dzieła najlepszych lokalnych twórców żydowskich: S. Hirszenberga, M. Trębacza, i L. Pilichowskiego. Utworzone w 1916 „Stowarzyszenie Artystów i Zwolenników Sztuk Pięknych” skupiające przede wszystkim twórców żydowskich zorganizowało wielką wystawę, którą otworzono 1 kwietnia 1918. Ze znanych artystów wystawiał tam Maurycy Trębacz.
Na stałe przeniósł się do Łodzi 2 maja 1918 i zamieszkał przy ul. Zawadzkiej 39 (ob. ul. A. Próchnika), a od 20 stycznia 1919 przy ul. Piotrkowskiej 71, gdzie prowadził do września 1939 prywatną szkołę rysunku i malarstwa. Lubił spotykać się w pracowni swego przyjaciela Samuela Hirszenberga przy ul. Spacerowej (al. T. Kościuszki) 1 z gronem artystów starszej generacji: Natanem Altmanem, Dawidem Modensteinem, Leopoldem Pilichowskim. W Miejskiej Galerii Sztuki odbyła się wystawa jubileuszowa z okazji 50-lecia jego działalności artystycznej (1926), a ostatnia wystawa indywidualna w siedzibie Stowarzyszenia Humanitarnego „Montefiore – B’nei B’rith” przy ul. Piotrkowskiej 90.
W okresie międzywojennym był nadal realistą nie związanym z żadną wyraźnie określoną grupą artystyczną. Malował wiele sentymentalnych obrazów i szkiców o tematyce żydowskiej, chętnie nabywanych przez klientów dla ozdoby mieszczańskich wnętrz. Jeden z jego obrazów zatytułowany Z martyrologii zakupił Magistrat m. Łodzi (1928) do zbiorów przyszłego Muzeum Historii i Sztuki.

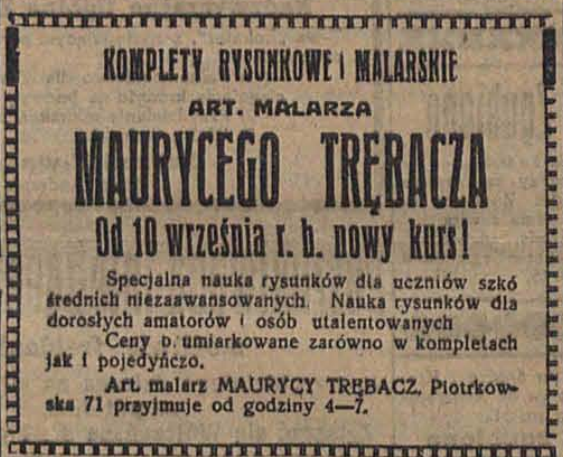
Ogłoszenie prasowe, opublikowane w Ilustrowanej Republice (wydanie poranne, czwartek 10 września 1925 r.), informujące o lekcjach rysunku i malarstwa, udzielanych przez Maurycego Trębacza w lokalu przy ul. Piotrkowskiej 71 w Łodzi

„Niestety, obrazy malowane w tym czasie cechowały niski poziom i banalna tematyka, schlebiająca gustom coraz mniej wymagających nabywców. Kryzys sędziwego malarza pogłębiło odrzucenie jego kandydatury do Nagrody Artystycznej miasta Łodzi w 1932”. Nagrodę przyznano Władysławowi Strzemińskiemu. Dla osłodzenia porażki Rada Miejska, na wniosek Przecława Smolika i ławnika Antoniego Purtala, postanowiła z dniem 1 września 1932 „przyznać p. artyście malarzowi Maurycemu Trębaczowi, znajdującemu się w nader trudnych warunkach materialnych, dożywotnie wsparcie z funduszów miejskich w kwocie zł 125 miesięcznie”. Fundusz pochodził z kredytów przewidzianych na „zapomogi dla starców i osób niezdolnych do pracy”. Mieszkał w Łodzi przy ul. Wólczańskiej 140 i udzielał prywatnych lekcji malarstwa. Uczestniczył też w życiu artystycznym Łodzi.

## Ofiara Holocaustu

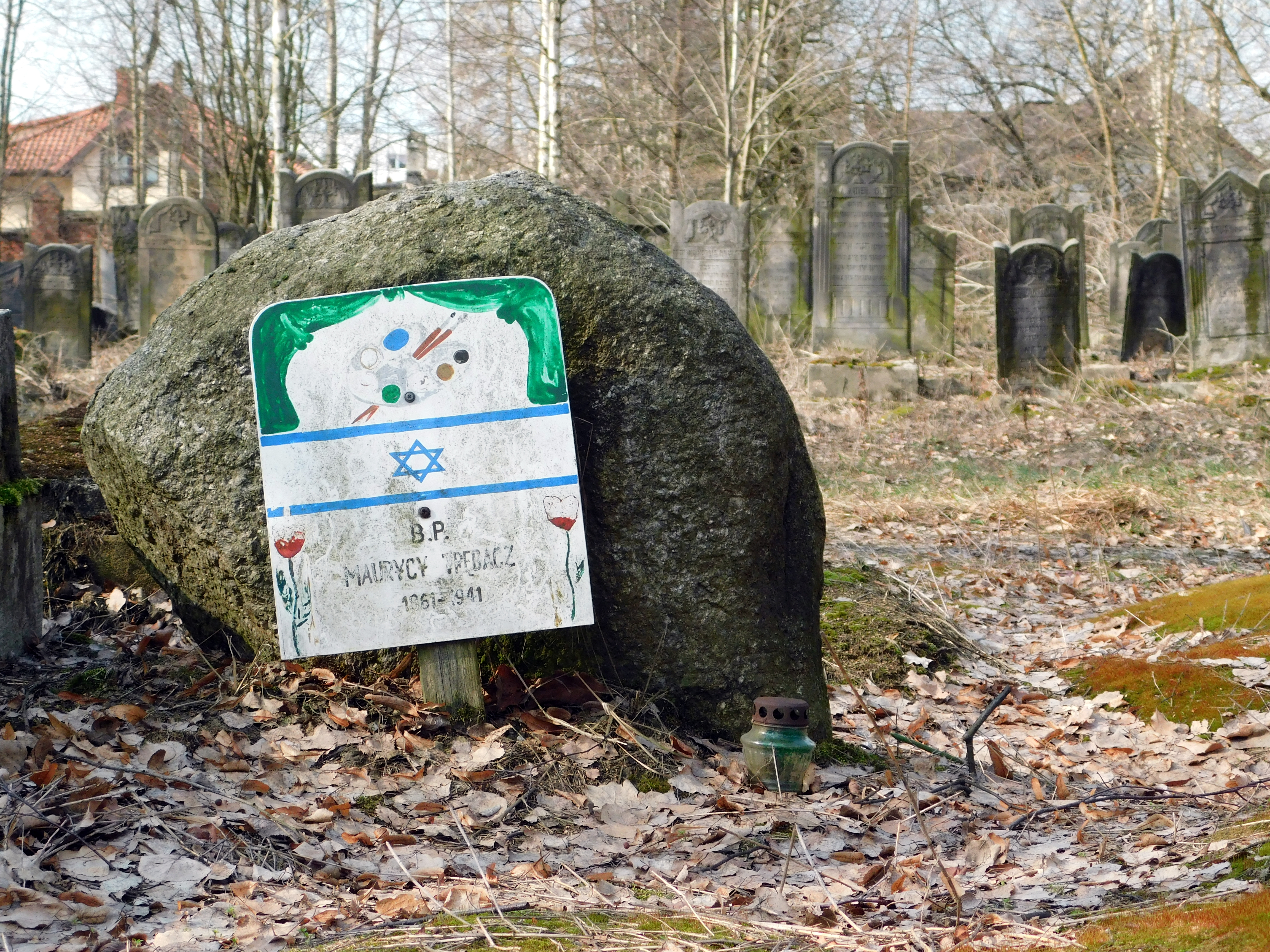
Cmentarz żydowski w Łodzi. Grób Maurycego Trębacza